# Gyrus temporalis superior
De gyrus temporalis superior of de bovenste slaapwinding is een winding in de temporale kwab van de hersenen.

## Centrum van Wernicke
Het achterste deel van de gyrus temporalis superior van de linkergrotehersenhelft wordt ook wel het centrum van Wernicke genoemd.